# Comune distrettuale di Ukmergė
Il comune distrettuale di Ukmergė è uno dei 60 comuni della Lituania, situato nella regione dell'Aukštaitija.